# Carabanchel
Carabanchel è uno dei distretti in cui è suddivisa la città di Madrid, in Spagna. Viene identificato col numero 11.

## Geografia fisica
Il distretto si trova a sud-ovest del centro della città.

### Suddivisione
Il distretto è suddiviso amministrativamente in 7 quartieri (Barrios):
- Abrantes
- Buenavista
- Comillas
- Opañel
- Puerta Bonita
- San Isidro
- Vista Alegre